# Das Beste aus... Gottes Beitrag und Teufels Werk
Das Beste aus... Gottes Beitrag und Teufels Werk è una raccolta del gruppo musicale tedesco E Nomine, pubblicata dalla Universal Records il 13 dicembre 2004.
Si tratta di una raccolta che contiene i brani più famosi del gruppo con l'aggiunta di alcuni singoli inediti. Successivamente è stata pubblicata anche un'edizione limitata divisa in 2 dischi.

## Lista dei brani

### CD normale
1. Gottes Beitrag und Teufels Werk ("Le regole del sidro della casa")
2. Vater Unser ("Padre Nostro")
3. Mitternacht ("Mezzanotte")
4. Nebelpfade ("Percorsi di nebbia")
5. Das Omen (im Kreis des Bösen) ("Il presagio (nel cerchio del male)")
6. Der Ring der Nibelungen  ("L'anello dei Nibelunghi")
7. Das Tier in mir (Wolfen) ("L'animale in me (Lupi)")
8. Nachtwache (Blaubeermund) ("Veglia (Mirtillo-Bocca)")
9. Die Runen von Asgard ("Le rune di Asgard")
10. Schwarze Sonne ("Sole nero")
11. Opus Magnum ("Grande opera")
12. Laetitia ("Gioia")
13. Die Schwarzen Reiter ("I cavalieri neri")
14. E Nomine (Denn sie wissen nicht was sie tun) ("E Nomine (Poiché non sanno quello che fanno)")
15. Das Böse ("Il male")
16. Deine Welt ("Il tuo mondo")
17. Spiegelbilder ("Immagini speculari")
18. Bibelworte des Allmächtigen ("Le parole della Bibbia dell'Onnipotente")
19. Der Turm ("La torre")
20. Vater Unser, Pt. 2 (Psalm 23) ("Padre Nostro, Parte II (Salmo 23)")

### Edizione limitata

#### Disco 1
1. Gottes Beitrag und Teufels Werk ("Le regole del sidro della casa")
2. Vater Unser ("Padre Nostro")
3. Mitternacht ("Mezzanotte")
4. Nebelpfade ("Percorsi di nebbia")
5. Das Omen (im Kreis des Bösen) ("Il presagio (nel cerchio del male)")
6. Der Ring der Nibelungen  ("L'anello dei Nibelunghi")
7. Das Tier in mir (Wolfen) ("L'animale in me (Lupi)")
8. Nachtwache (Blaubeermund) ("Veglia (Mirtillo-Bocca)")
9. Die Runen von Asgard ("Le rune di Asgard")
10. Schwarze Sonne ("Sole nero")
11. Opus Magnum ("Grande opera")
12. Laetitia ("Gioia")
13. Die Schwarzen Reiter ("I cavalieri neri")
14. E Nomine (Denn sie wissen nicht was sie tun) ("E Nomine (Poiché non sanno quello che fanno)")
15. Das Böse ("Il male")
16. Deine Welt ("Il tuo mondo")
17. Spiegelbilder ("Immagini speculari")
18. Bibelworte des Allmächtigen ("Le parole della Bibbia dell'Onnipotente")
19. Der Turm ("La torre")
20. Vater Unser, Pt. 2 (Psalm 23) ("Padre Nostro, Parte II (Salmo 23)")

#### Disco 2
1. Drachengold ("Drago d'oro")
2. E Nomine... Der Hitmix
3. Klassik Medley (incluso Morgane le Fay, Mondengel, Der Befehl des König Herodes, Laetitia, Spiegelbilder, Friedenshymne, Anderwelt (Laterna Magica), Das Rad des Schicksals, Espiritu del aire, Blaubeermund, Ein neuer Tag)
4. Deine Welt (Orchester Version)
5. Christ Kind kommt bald! (Hidden Track within Deine Welt (Orchester Version))
6. Schwarze Sonne (Multimedia Track)
7. Schwarze Sonne (Making of Video)